# Hans Kristian Neerskov
Hans Kristian Neerskov (født 12. maj 1932, død 31. marts 2017) var en dansk præst, forfatter og menneskerettighedsaktivist. Neerskov stiftede i 1964 Dansk Europamission, der arbejdede for at hjælpe kristne bag jerntæppet. Man smuglede blandt andet millioner af bibler ind bag jerntæppet under den kolde krig, og Neerskov blev i den forbindelse arresteret 13 gange i forskellige kommunistiske lande.
I 1974 var Neerskov med til at oprette Den Internationale Sakharov Komite, efter at den sovjetiske dissident og Nobel-prismodtager Andrej Sakharov havde opfordret til oprettelsen af en sådan komite. Neerskov mødtes flere gange personligt med Sakharov i Moskva, inden Sakharov blev sendt i internt eksil. Den Internationale Sakharov Komite gennemførte blandt andet høringer på Christiansborg, hvor sovjetiske dissidenter fortalte om den politiske og religiøse forfølgelse i Sovjetunionen og andre kommunistiske lande. Disse konferencer blev aktivt forsøgt modarbejdet af KGB og danske kommunister.
Neerskov skrev mere end 40 bøger, herunder bogen Hvor øst og vest mødes fra 1974, som siden er udkommet i over 10 millioner eksemplarer i 26 lande, hvilket gør Neerskov til en af de mest sælgende danske forfattere nogensinde.
Neerskov var til sin død aktiv i menneskerettighedsarbejde i regi af både Den Internationale Sakharov Komite og Dansk Europamission, der bl.a. arbejder i flere muslimske lande, hvor menneskerettighederne undertrykkes. Det førte til, at Neerskov blev opført på den iranske stats dødsliste.